# Баженов, Тимофей Тимофеевич
Тимофе́й Тимофе́евич Баже́нов (25 января 1976, Москва, СССР) — российский телевизионный журналист, политический и общественный деятель. Депутат Государственной думы Федерального собрания Российской Федерации VIII созыва. Член комитета Государственной Думы по экологии, природным ресурсам и охране окружающей среды.
Специалист по выживанию, автор и ведущий телепрограмм «Дикий мир», «Сказки Баженова», «Рейтинг Баженова», «Рекорды моей планеты», «Кастинг Баженова», «Путь Баженова: напролом», «Жить в доме и другие полезные вещи» и «Как устроен мир».
Из-за поддержки вторжения России на Украину находится под международными санкциями Евросоюза, США, Великобритании, Канады и ряда других стран.

## Биография
Тимофей Баженов родился 25 января 1976 года в Москве в семье журналиста и врача. В 2001 году окончил первый биологический факультет Московского педагогического государственного университета (вечернее отделение) с красным дипломом, а второй — с синим. До прихода в СМИ работал дрессировщиком тигров и волков, о чём рассказал в одном из интервью.
Православный дарвинист.

### Работа в СМИ
Во время учёбы в 1993 году начал работать на ВГТРК, где был ведущим программы «Радиозаповедник» и программы «Музыкальный экспресс». На радиостанции «Голос России» работал в службе информации ведущим новостей, позже — специальным корреспондентом службы информации «Радио России».
С 1994 года Баженов стал работать в частной телекомпании НТВ, в 1998 году был принят в штат отдела специальных проектов канала специальным корреспондентом. На НТВ освоил целый ряд телевизионных профессий — был администратором, редактором, суфлёром, ассистентом режиссёра, режиссёром прямого эфира. До 2003 года включительно был корреспондентом в программах информационного вещания: «Сегодня», «Итоги», «Намедни», «Профессия — репортёр», «В печать», «Впрок», «Сегодня в полночь с Александром Герасимовым», «Сегодня в полночь с Владимиром Кара-Мурзой», «Новейшая история», «Рейтинг прессы», «Газетный ряд» и другие. Был диктором программы «Впрок». Своими учителями в журналистике Баженов считает Олега Добродеева, Владимира Кулистикова, Татьяну Миткову и Александра Зиненко.
Является автором десяти документальных картин. Принимал участие в создании цикла «Специальных репортажей» для программы «Сегодня». Неоднократно был в горячих точках, делал репортажи из Государственной Думы РФ. Также освещал события на Дубровке в октябре 2002 года.
В начале 2000-х годов переключился на создание телепрограмм о животных. С 2003 по 2010 год принимал участие в создании серии программ о жизни животных «Дикий мир» («Экспедиция Тимофея Баженова») на НТВ. С 2004 по 2010 год являлся автором и ведущим детской познавательной передачи «Сказки Баженова» на том же телеканале.
С 2010 по 2017 год занимался созданием познавательной передачи «Рейтинг Баженова» на телеканалах «Россия-2» (до 31 октября 2015 года) и «Моя планета».
В рамках программы «Рейтинг Баженова» вышло 7 циклов фильмов: «Самые опасные животные России», «Закон природы», «Человек для опытов», «Могло быть хуже», «Война миров», «Могло быть ещё хуже» и «Дикарь».
С ноября 2015 по сентябрь 2019 года активно сотрудничал с Национальной службой новостей, был одним из ведущих «Авторских новостей», выходящих в эфире «Нашего радио» и других станций.
В 2016—2017 годах являлся ведущим передач «Рекорды моей планеты» (на канале «Моя планета»).
С 6 августа по 24 декабря 2017 года — ведущий экстремального реалити-шоу «Путь Баженова: Напролом» на телеканале «Че».
В мае 2018 года недолгое время был ведущим субботней развлекательно-познавательной программы «Жить в доме и другие полезные вещи» на телеканале «РЕН ТВ». С 3 декабря 2018 года (с перерывами) — ведущий познавательной программы «Как устроен мир» на том же телеканале.

## Общественная деятельность
С 5 декабря 2015 года работает руководителем пресс-службы столицы Ингушетии города Магас.
В июле 2016 года Тимофей Баженов собирался баллотироваться в депутаты Госдумы седьмого созыва по Коркинскому одномандатному округу от Челябинской области, но уже в августе того же года он передумал по причине угроз, поступавших в адрес сотрудников его предвыборного штаба.
В 2021 году участвовал в выборах в Государственную думу VIII созыва по Бабушкинскому одномандатному округу № 196. Входит в «команду мэра Москвы» Сергея Собянина, возглавляющего на выборах московский список «Единой России». Одержал победу на выборах с помощью дистанционного электронного голосования, обойдя действующего депутата Государственной думы от КПРФ, первого секретаря Московского городского комитета партии Валерия Рашкина, поддержанного «Умным голосованием».

## Взгляды
Будучи членом комитета Госдумы по экологии и охране окружающей среды, заявил, что борщевик Сосновского (опасное инвазивное растение, широко распространившееся в советское время из-за его выращивания на силос и в других целях) мог распространиться потому, что «это было частью какой-то бактериологической войны, направленной против нас Соединенными Штатами».

## Санкции
23 февраля 2022 года внесён в санкционные списки стран Евросоюза за действия и политику, которые подрывают территориальную целостность, суверенитет и независимость Украины и ещё больше дестабилизируют Украину.
24 февраля 2022 года включён в санкционный список Канады «близких соратников режима» за голосование о признании независимости «так называемых республик в Донецке и Луганске».
24 марта 2022 года, на фоне вторжения России на Украину, включён в санкционный список США за «соучастие в войне Путина» и «поддержку усилий Кремля по вторжению в Украину». Госдеп США заявил, что депутаты Госдумы используют свои полномочия для преследования инакомыслящих и политических оппонентов, нарушают свободу информации, ограничивают права человека и основные свободы граждан России.
Позднее на аналогичных основаниях включён в санкционные списки Великобритании, Швейцарии, Австралии, Японии, Украины и Новой Зеландии.

### Уголовное преследование
22 марта 2023 года украинский суд заочно приговорил Баженова к 15 годам лишения свободы с конфискацией имущества по статье о посягательстве на территориальную целостность и неприкосновенность Украины.